# سيرخيو ريغيلون
سيرخيو ريغيلون رودريغيز (بالإسبانية: Sergio Reguilón Rodríguez؛ مواليد 16 ديسمبر 1996) هو لاعب كرة قدم إسباني يلعب في مركز الظهير الأيسر مع نادي توتنهام هوتسبير ومنتخب إسبانيا لكرة القدم.

## مسيرته الكروية

### ريال مدريد
انضم ريغيلون إلى مجموعة شباب ريال مدريد في عام 2005، وهو في الثامنة من عمره. في 5 أغسطس 2015، بعد الانتهاء من تكوينه، أُعير إلى نادي لوغرينييس الذي يلعب في الدوري الإسباني الدرجة الثانية بي لهذا الموسم.
شارك ريغيلون لأول مرة في 23 أغسطس 2015، حيث لعب الدقائق السبع الأخيرة في الفوز 3–0 على أرضه أمام كومبوستيلا. في 16 يناير التالي، بعد لعبه لعدد قليل من المباريات، عاد إلى اللوس بلانكوس وتم ضمه للفريق الاحتياطي ريال مدريد كاستيا الذي كان يلعب أيضًا في الدوري الإسباني الدرجة الثانية بي.
في 23 أغسطس 2016، عاد ريغيلون إلى لوغرينييس مرة أخرى في صفقة إعارة مدتها عام واحد. وعاد كلاعب أساسي دون منافس، سجل ثمانية أهداف خلال الموسم. شملت أربعة منها في مرمى أتلتيك بيلباو في 2 أكتوبر 2016 (5–3 الفوز على أرضه).
عند عودته إلى كاستيا، كان ريغيلون الاختيار الأول في فريق سانتياغو سولاري، وجدد عقده في 11 مايو 2018. في 25 أغسطس من ذلك العام، تمت ترقيته إلى الفريق الأول من قبل المدير الفني جولين لوبيتيغي.
شارك ريغيلون بأول مباراة احترافية له في 2 أكتوبر 2018، بدءًا من الخسارة 0–1 خارج أرضه في دوري أبطال أوروبا أمام سيسكا موسكو. هو أيضا شارك لأول مرة في الدوري الإسباني في 3 نوفمبر 2018، بدءا من الفوز 2–0 أمام بلد الوليد.

#### إشبيلية (إعارة)
في 5 يوليو 2019، تمت إعارة ريغيلون إلى إشبيلية لموسم 2019–20. مع إشبيلية، فاز بالدوري الأوروبي 2019–20.

### توتنهام هوتسبير
في 19 سبتمبر 2020، انضم ريغيلون إلى توتنهام هوتسبير في صفقة مدتها خمس سنوات. شارك لأول مرة في 29 سبتمبر 2020، في المباراة التي أقيمت على أرضه ضد تشيلسي من الجولة الرابعة من كأس الرابطة، والتي انتهت فيها المباراة بالتعادل 1–1 مما أدى إلى الذهاب لركلات الترجيح والتي فاز بها توتنهام 5–4. وشارك لأول مرة في الدوري الإنجليزي الممتاز في 4 أكتوبر حيث فاز توتنهام بنتيجة 6–1 على مانشستر يونايتد.

## مسيرته الدولية
تم اختياره لمنتخب إسبانيا تحت 21 سنة لأول مرة من قبل المدرب لويس دي لا فوينتي كاستيلو لمباريات بطولة أوروبا تحت 21 سنة 2019 ضد رومانيا والنمسا، شارك في مباراة ضد رومانيا في غرناطة. حيث لعب المباراة كاملة وفازت إسبانيا 1–0.
تلقى أول استدعاء له مع المنتخب الأول من قبل روبرت مورينو في 4 أكتوبر 2019، لمباريات ضد النرويج والسويد. شارك لأول مرة على المستوى الدولي في 6 سبتمبر 2020، بدءًا من فوز إسبانيا 4–0 على أوكرانيا في دوري الأمم الأوروبية 2020–21.

## حياته الشخصية
ولد في مدريد، ووالديه من سمورة. وهو يواعد اليوتيوبر الإسبانية مارتا دياز.

## الإحصائيات
آخر تحديث 4 أكتوبر 2020.
| النادي            | الموسم   | الدوري                            | الدوري | الدوري  | الكأس  | الكأس   | كأس الدوري | كأس الدوري | أوروبا | أوروبا  | أخرى   | أخرى    | المجموع | المجموع |
| النادي            | الموسم   | الدرجة                            | الظهور | الأهداف | الظهور | الأهداف | الظهور     | الأهداف    | الظهور | الأهداف | الظهور | الأهداف | الظهور  | الأهداف |
| ----------------- | -------- | --------------------------------- | ------ | ------- | ------ | ------- | ---------- | ---------- | ------ | ------- | ------ | ------- | ------- | ------- |
| ريال مدريد كاستيا | 2015–16  | الدوري الإسباني الدرجة الثانية بي | 18     | 0       | —      | —       | —          | —          | —      | —       | —      | —       | 18      | 0       |
| ريال مدريد كاستيا | 2017–18  | الدوري الإسباني الدرجة الثانية بي | 30     | 2       | —      | —       | —          | —          | —      | —       | —      | —       | 30      | 2       |
| ريال مدريد كاستيا | المجموع  | المجموع                           | 48     | 2       | —      | —       | —          | —          | —      | —       | —      | —       | 48      | 2       |
| لوغرينييس (إعارة) | 2015–16  | الدوري الإسباني الدرجة الثانية بي | 9      | 0       | 3      | 0       | —          | —          | —      | —       | —      | —       | 12      | 0       |
| لوغرينييس (إعارة) | 2016–17  | الدوري الإسباني الدرجة الثانية بي | 30     | 8       | 1      | 0       | —          | —          | —      | —       | —      | —       | 31      | 8       |
| لوغرينييس (إعارة) | المجموع  | المجموع                           | 39     | 8       | 4      | 0       | —          | —          | —      | —       | —      | —       | 43      | 8       |
| ريال مدريد        | 2018–19  | الدوري الإسباني                   | 14     | 0       | 4      | 0       | —          | —          | 4      | 0       | 0      | 0       | 22      | 0       |
| إشبيلية (إعارة)   | 2019–20  | الدوري الإسباني                   | 31     | 2       | 2      | 0       | —          | —          | 5      | 1       | —      | —       | 38      | 3       |
| توتنهام هوتسبير   | 2020–21  | الدوري الإنجليزي                  | 1      | 0       | 0      | 0       | 1          | 0          | 1      | 0       | —      | —       | 3       | 0       |
| الإجمالي          | الإجمالي | الإجمالي                          | 133    | 12      | 10     | 0       | 1          | 0          | 10     | 1       | 0      | 0       | 154     | 13      |

## الإنجازات

### النادي
ريال مدريد
- كأس العالم للأندية: 2018[29]

 إشبيلية
الدوري الأوروبي: 2019–20

### الفردية
- تشكيلة الموسم في الدوري الأوروبي: 2019–20[31]

## وصلات رياضية
- سيرخيو ريغيلون على موقع الاتحاد الأوربي (الإنجليزية)
- سيرخيو ريغيلون على موقع إي إس بي إن إف سي (الإنجليزية)
- سيرخيو ريغيلون على موقع قاعدة بيانات كرة القدم.إي يو (الإنجليزية)
- سيرخيو ريغيلون على موقع ليكيب (الفرنسية)
- سيرخيو ريغيلون على موقع ناشيونال فوتبول تيمز (الإنجليزية)
- سيرخيو ريغيلون على موقع Soccerbase.com (لاعب) (الإنجليزية)
- سيرخيو ريغيلون على موقع Soccerway.com (الإنجليزية)
- سيرخيو ريغيلون على موقع عالم كرة القدم.نت (الإنجليزية)
- سيرخيو ريغيلون على موقع AS.com (الإسبانية)